# Чочишвілі Шота Самсонович
Шота Самсонович Чочишвілі (груз. შოთა ჩოჩიშვილი, 10 липня 1950 — 27 серпня 2009) — грузинський дзюдоїст, який першим з радянських спортсменів став чемпіоном Олімпійських ігор з дзюдо. Багаторазовий призер чемпіонатів світу і Європи з дзюдо, Заслужений майстер спорту СРСР (1972). Кавалер ордена Знак пошани.

## Біографія
Виступав за ДСТ «Буревісник». Тренер — Р. М. Папіташвілі.
На майбутню Олімпіаду в Мюнхені Чочишвілі був відібраний за рекомендацією головного тренера збірної СРСР з самбо Станіслава Іонова, так як у вазі 93 кілограми не було претендентів на олімпіаду, при цьому на чемпіонаті СРСР з дзюдо Шота став лише 5-м. Першу сутичку на олімпійських іграх радянський спортсмен провів з дзюдоїстом з Японії. Результат сутички був несподіваним зокрема для головного тренера радянської збірної з дзюдо Володимира Андрєєва. Індивідуальна техніка Чочишвілі, який, як і багато інших грузинських дзюдоїстів був вихідцем з національної боротьби чидаоби, дозволила йому подолати закордонних суперників не знайомих з її специфікою. На Мюнхенській олімпіаді 1972 року став першим олімпійським чемпіоном СРСР з дзюдо, вигравши у фіналі сутичку у Девіда Старбрука (Велика Британія). У попередній сутичці Чочишвілі програв Старбруку, але згідно з правилами, які діяли у той час, дістався до фіналу через втішні сутички і у фіналі здобув перемогу над Старбруком. Також до фінальної сутички Чочишвілі, переміг спортсмена з ФРН Пауля Барта, італійця П'єрре Альбертіні, американця Джеймса Воллі і головного фаворита змагань, чемпіона світу, японця Фуміо Сасахару. На олімпіаді в Монреалі 1976 року здобув бронзу нагороду, вигравши двобій у знаменитого французького дзюдоїста Жан Люка Руже.
У 1989 році Чочишвілі взяв участь у змаганнях New Japan Pro Wrestling — Нової японської ліги професіональної боротьби (яп. 新日本プロレス, сін ніхон пуроресу) і виграв сутичку у професійного борця Антоніо Ченці (справжнє ім'я Кандзі Інокі (яп. 猪木寛至).
Член КПРС з 1972 року. У 1976 закінчив Горійський педагогічний інститут. Після завершення спортивної кар'єри Чочишвілі займав пост Віце-президента Грузинського Олімпійського комітету і Федерації дзюдо Грузії.
У квітні 2008 року медалі і нагороди першого олімпійського чемпіона СРСР з дзюдо були вкрадені під час пограбування музею спортивної слави в Тбілісі.
Шота Самсонович Чочишвілі помер 27 серпня 2009 року від раку.
В пам'ять про видатного дзюдоїста у Грузії відкрили академію дзюдо імені Шоти Чочишвілі. Також в Тбілісі один з Палаців спорту носить ім'я легендарного дзюдоїста. Син Шоти — Рамаз Чочишвілі тричі ставав призером європейських чемпіонатів з дзюдо.